# Santa Eugenia (Baleares)
Santa Eugenia (en catalán y oficialmente Santa Eugènia) es una localidad y municipio español situado en la parte central de Mallorca, comunidad autónoma de las Islas Baleares. Limita con los municipios de Palma de Mallorca, Santa María del Camino, Consell, Sancellas y Algaida.
El municipio tauyano es una de las dieciséis entidades que componen la comarca tradicional del Llano de Mallorca, y comprende los núcleos de población de Santa Eugenia —capital municipal—, Ollerías (ses Olleries), Alquerías (ses Alqueries) y Cuevas (ses Coves).

## Toponimia
El municipio de Santa Eugenia toma el nombre de la alquería de Bernat de Santa Eugenia, un pequeño núcleo de población medieval que en época islámica correspondía a la alquería denominada Benibazari. En el año 1250 se documenta con el nombre completo de su señor, mientras que en 1268 ya solo aparece como alquería de Santa Eugenia.

## Historia
La cultura talayótica queda constada por el yacimiento de Es Rafal, donde hay un gran talayot de planta circular.
Habitaba la tribu de los zanata, que no opuso resistencia a la conquista cristiana de Jaime I de Aragón, que dominó sin grandes dificultades todo el territorio (1229). En el Libro del Repartimiento de Mallorca (1232), se documenta la concesión de parte de las tierras de Santa Eugenia a Bernardo de Santa Eugenia, que fue (1230-1231) gobernador de Mallorca. Ya desde este siglo y hasta el siglo XIX, Santa Eugenia perteneció administrativamente a Santa María del Camino.
En el siglo XV Santa Eugenia tenía ya un pequeño núcleo de casas no muy distanciadas y una plaza. Hasta entonces había mantenido una estructura social y económica dinamizada por las principales alquerías y rafales. En la Revuelta de les Germanías (1521-1523), participaron la mayoría de taujans, incluso los principales propietarios. La derrota agermanada supuso para los habitantes de Santa Eugenia el pago de grandes multas e indemnizaciones. 
Entre 1583 y 1585, en el pueblo de Santa Eugenia se construyó un templo, signo evidente del crecimiento de la población, que se trasladaba a la parroquia de Santa Maria para la eucaristía.
Santa Eugenia llegó a tener más habitantes que la vecina villa de Santa María.
En la década de 1650 hubo enfrentamientos entre los "taujans" y los "santamarieros" por el emplazamiento de la frontera.
En junio de 1813 se hizo la división entre el término municipal de Santa María del Camino y el de Santa Eugenia. La restauración absolutista de Fernando VII abolió en 1814 el nuevo municipio y reintegró Santa Eugenia a Santa María.
En marzo de 1820, se reformó el nuevo ayuntamiento, que fue integrado por el alcalde, Juan Montblanc, y por cuatro concejales y un síndico.
La independencia municipal se consiguió definitivamente en 1843, después de superar la resistencia de Santa María.
Ya en el siglo XX se crearon diversos clubs de fútbol (Joventut Esportiva Santa Eugènia y Club Atlanta) y los bares de Can Prim y Can Topa supusieron la sede social de diversas asociaciones. También, entre 1920 y 1940 funcionó la sala de cine de Can Perico y, entre 1941 y 1963, el cine estaba situado en el Centro Católico. Con la restauración de la democracia, en las elecciones locales de 1979, la candidatura más votada fue la de Unión de Centro Democrático (UCD). De las elecciones locales de 1995, surgió una mayoría del pacto entre los partidos PSM y UM.
En las elecciones del 2003 el PSM obtuvo la mayoría absoluta. Mateu Crespí fue elegido como alcalde. Este dimitió del cargo en el año 2006 a causa de las discrepancias que mantenía con la dirección del PSM sobre la integración del partido en una alianza con Izquierda Unida. La alcaldía pasó a Maria Eugénia Pou (PSM).
En las elecciones municipales de 2007, Maria Eugénia Pou pretendía lograr la alcaldía gracias al pacto preelectoral con UM y un independiente del PSOE. Sin embargo, el Partido Popular (PP) salió ganador de la contienda con cinco concejales en contra de los cuatro que consiguió Entesa per Santa Eugènia-Unión Mallorquina (EpSE-UM). En consecuencia, Guillem Crespí, del PP, fue investido alcalde el 16 de junio de 2007.
El año 2011, el Partido Popular (PP) ganó las elecciones municipales, consiguiendo un total de seis regidores, mayoría absoluta para gobernar en el ayuntamiento de Santa Eugenia. Los otros grupos menos votados, fueron +XST (Més per Santa Eugènia) con dos regidores y el PSOE con un regidor, completando así los nueve regidores del consistorio tauyano. Guillem Crespí Cifre fue reelegido alcalde del municipio. 
En octubre de 2013, el que era alcalde de Santa Eugenia, Guillem Crespí, presentó su renuncia al cargo, tanto como alcalde como regidor en el ayuntamiento, alegando motivos personales. Francisco Martorell, hasta entonces regidor de urbanismo, interior y ferias y fiestas, fue elegido como sucesor de Guillem Crespí. Así pues, Xisco Martorell tomó posesión del cargo de alcalde de Santa Eugenia el 15 de noviembre de 2013.
En las elecciones municipales de 2015, Francisco Martorell, del Partido Popular (PP), fue elegido como alcalde de Santa Eugenia, después de conseguir mayoría absoluta en el consistorio con un total de cinco regidores. La oposición se compuso con tres regidores de MVSE (Movem Santa Eugènia) y un regidor del PSOE. Este es el estado actual de la organización municipal de Santa Eugenia hasta las próximas elecciones el 2019.
En las elecciones municipales de 2019 PSOE, PP y Feim Santa Eugènia obtuvieron tres regidores cada uno conformándose una mayoría progresista y pactando la alcaldía compartida los dos primeros años para José Luis "Pep" Urraca del PSOE y dos años para Joan Riutort de Feim Santa Eugènia.

## Geografía
Santa Eugenia tiene 20,25 km² de superficie y cuenta con 1.561 habitantes censados (INE, 2019).
El municipio limita en el este con el término de Sancellas, por el sureste con el de Algaida, al sur con el de Palma de Mallorca, a oeste con el de Santa María del Camino y el norte con el de Consell. Se encuentra a 130 m de altitud, al pie del pico de Santa Eugenia.

### Clima
El clima es seco sub húmedo, exceptuando el extremo sur occidental que es semiárido. De medias anuales, tiene una temperatura máxima de 30-32 °C. Por otra parte, la mínima es de 4-6 °C en las áreas planas, debido a las inversiones térmicas, y de 6-8 °C en el puig de Son Seguí. Las precipitaciones medias anuales son de 500-600 mm, exceptuando el extremo sur oriental (400-500 mm), y los vientos provienen de lebeche, gregal y levante.

### Vegetación
Relacionado con la vegetación del municipio, el pinar es la comunidad vegetal más abundante, y crece mezclado con la garriga y las encinas. El área de la pineda, ocupa mayoritariamente los puigs de Santa Eugenia y de Son Seguí, además de la parte sur de la tercera área. La acebuche la encontramos fundamentalmente en cotas más elevadas de las elevaciones citadas anteriormente. 166 ha del Puig de Son Seguí, que están en territorio tauyano, fueron declaradas Área de Especial Interés (ANEI) a raíz de la ley de Espacios naturales de 1991.

## Demografía
Santa Eugenia cuenta con una población de 1899 habitantes (INE 2024).
| Gráfica de evolución demográfica de Santa Eugenia entre 1842 y 2021                                                   |
| |
| Población de derecho según los censos de población del INE. Población de hecho según los censos de población del INE. |

## Economía
En el territorio del actual término municipal de Santa Eugenia, existía una agricultura y una ganadería productivas ya desde la prehistoria. Tras la conquista por parte de la Corona de Aragón, las ocupaciones de los habitantes de la comarca serían preferentemente la agricultura y la ganadería. Los cultivos dominantes eran trigo, cebada, viña y legumbres, además de cáñamo(Marihuana). En octubre de 1897, se inauguró el ferrocarril de Santa María del Camino-Felanich, que pasaba por Santa Eugenia, Algaida, Montuiri y Porreras.

## Monumentos y lugares de interés
La torre de Santa Eugenia es actualmente una finca de agroturismo. Es una típica casa de posesión mallorquina, que data del siglo XV. Esta casa en otros tiempos fue una viña, que produjo excelentes vinos en Santa Eugenia. Actualmente se ha recuperado la tradición vinícola, plantando nuevas viñas, renaciendo una forma de vida ya olvidada. La bodega es la parte más representativa de la casa, donde actualmente se encuentra un restaurante.